# Hefbrug in de Kruisvaart
De hefbrug in de Kruisvaart is een monumentale (naamloze?) spoorbrug in de Nederlandse stad Utrecht.
Het betreft een hefbrug die omstreeks 1928 over de Kruisvaart is gebouwd naar ontwerp van de aan de Croeselaan gelegen machinefabriek Frans Smulders. Erover kwam een aftakking te lopen vanaf de nabijgelegen spoorlijnen naar de toenmalige markt- en veilingterreinen in het latere Jaarbeursgebied. Met de bouw van de brug is de waterweg op deze locatie enigszins verlegd door het aanbrengen van een V-vormige bocht. Uiterlijk in 1981 is de spooraftakking weer opgebroken maar de hefbrug bleef behouden. Ze kwam in een plantsoenachtige omgeving te liggen en is aangemerkt als een gemeentelijk monument.